# Gepider
Gepiderne var navnet på den ene af de tre gotiske (germanske) folkeslag, som dannede et eget kongedømme i tidlig middelalder. De er mest kendt for i historien for at have besejret hunnerne efter Attilas død. Gepidernes kongedømme var kendt som Gepidia eller som gepidernes kongedømme, og bestod af dele af nutidens Rumænien, Ungarn og Serbien.

## Etymologi
Gepidernes navn har muligvis sin oprindelse i *Gibiðos, "de gaverige" fra *gjav, "gave". På latin Gepidæ, gammelengelsk Gifðas, nævnes i de angelsaksiske kvad Widsith og Beowulf (rad 2494, som et af folkene i Danerrigets og Svearigets nærhed).
En mere kuriøs forklaring er givet af Jordanes, en gotisk historiker fra 500-tallet som boede i Konstantinopel og skrev på latin. Han mente, at navnet gepiderne blev givet folket, fordi de var de sidste, som kom over Østersøen. I henhold til Jordanes kom navnet fra gepanta, som på gepidernes eget sprog skal betyde langsom. Han skriver direkte, at dette folk "er langsomme, tunge og træge i kroppen".

## Historie
Gepiderne blev først nævnt omkring år 260, da de deltog sammen med gotere i invasionen af Dakien, hvor de var bosatte på Jordanes’ tid, midten af 500-tallet. Deres tidligste oprindelse er gengivet i Jordanes' latinske De origine actibusque Getarum (Om goternes oprindelse og gerninger), hvori han hævder, at deres navn er afledt fra deres senere og langsommere udvandring fra Norden:
Du husker sikkert, at i begyndelsen sagde jeg, at goterne drog videre fra skødet af øen Scandza med Berig, deres konge, sejlede med kun tre skibe mod nærmeste kyst af havet, det vil sige Gothiscandza. Et af disse tre skibe viste sig at være meget langsommere end de andre, som det vanligvis er, og det er sagt således fik stammen deres navn, for i deres sprog betyder gepanta sein... (xvii.94-95).
Gepidenes første bosætning skete ved mundingen af floden Wisła, som kommer fra det polske Karpaterne.
Disse Gepidæ blev derefter smittet af misundelse, mens de opholdt sig i provinsen Spesis på en ø omgivet af Wisłas grunde vand. Denne ø kaldte de, i talen til deres fædre, Gepedoios (kanskje Gibið-aujos, i betydningen "Gepidernes vandland"); men den er nu beboet af racen Vividarii eftersom Gepidæ selv drog til bedre land.
Deres første navngivne konge, Fastida, tirrede sit stille folk til at udvide deres grænser ved krig og overmandede burgundere og næsten tilintetgjorde dem i 300-tallet, derefter krævede de forgæves dele af goternes områder, et krav som goterne afviste med held i kamp. Som goterne blev gepiderne kristnede i arianismen.
I 375 måtte de underkaste sig hunerne sammen med østgoterne, deres overherrer. De blev favoriserede vasaller af hunnerne, og under deres konge, Ardaric, deltog gepidernes krigere sammen med Attilas styrker i slaget ved Chalons i Gallien i 451. Ved det store møde mellem de allierede horder mødtes gepiderne og frankerne. Frankerne sloges for romerne og gepiderne for hunnerne, og dette slag synes at have været uafgjort med 15.000 døde i henhold til Jordanes, vores hovedkilde.
Sådan loyalitet var personlige bånd mellem konger, og efter at Attila døde som følge af heftig næseblod i 453 gik gepiderne og andre stammer sammen for at besejre Attilas efterfølgere, som fordelte de undertvungne folk mellem sig som kvæg. Anført af kong Ardaric brød den nye alliance hunnernes magt i slaget ved floden Nedao i 454:
Et meget bemærkelsesværdigt skue hvor man kunne se goterne slås med spyd, gepiderne med sværd, rugierne brød spyddene i deres egne sår, svebere slås til fods, hunerne med buer, alanere tegnede en kamplinje af tungt bevæbnede, og herulere med letbevæbnede krigere. (Jordanes, l.259)
Efter sejren vandt de endeligt et sted at bosætte sig i Karpaterne.
Gepiderne vandt ved egen magt for dem selv hunnernes land og styrede som sejrende over i omfang af hele Dacia, krævede intet andet end fred fra Romerriget og en årlig gave som en sikkerhed for deres venlige alliance. Den gav kejseren villigt på denne tid, og til denne dag har denne race modtaget deres brugelige gaver fra den romerske kejser. (Jordanes, l.262)
Ikke længe efter slaget ved Nedao blussede den gamle rivalisering mellem gepiderne og østgoterne op igen, og de blev drevet ud af deres hjemland i 504 af Teoderik den store.
Gepiderne nåede højden af deres magt efter 537, da de bosatte sig i det rige område omkring nutidens Beograd. En kort tid var byen Sirmium (i dag Sremska Mitrovica, Serbien, den ærerige mor af alle byer) centeret for gepidernes stat og kong Cunimund prægede guldmønter her. I 546 allierede Det byzantinske rige sig med langobarderne for at fordrive gepiderne fra denne region. I 552 led gepiderne et katastrofalt nederlag til langobardernes konge Alboin i slaget ved Asfeld og blev endeligt besejret og deres land erobret af langobarderne i 567.
Alboin havde et drikkebæger lavet af Cunimunds hovedskal. Det førte til hans død i Italien ved en attentatmand sendt af Rosamund, Cunimonds datter.
Mange gepider fulgte Alboin til Italien, men mange blev tilbage. I 630 fortalte historikeren Theophylact Simocatta, at den byzantinske hær gik ind i avarernes område og angreb en gepidisk fest, hvor de tog 30.000 gepidere til fange uden at møde avarere. Udgravninger ved floden Tisza ved Szolnok afdækkede en gepidisk adelsmand i en grav i avarisk stil. Den gravlagte bar også tyrkisk-avariske stykker sammen med traditionelle germanske klæder.

## Arkæologiske steder i Rumænien
I Vlaha i amtet Cluj blev en gravplads opdaget i august 2004 med 202 identificerede gravsteder fra 500-tallet. 85 % af gravstederne blev plyndret på samme tid. De tilbageværende genstande er keramik, bronzeartikler og rustninger. Der er en anden gravplads i Rumænien ved Miercurea Sibiului.
- Morești, Mureș (amt)
- Noșlac, Alba (amt)
- Brateiu, Sibiu (amt)
- Șeica Mică, Sibiu (amt)
- Timișoara Freidorf-sted
- Kongelig necropolis (gravsted) ved Apahida
- Turda: den rigeste germanske grav fundet i Rumænien. "Franziska"-graven blev fundet på et romersk sted og er dateret til 400-tallet. Gepidiske skatte er også fundet ved Someșeni og Șimleul Silvaniei.

## Konger af gepiderne
- Fastida, fl. ca. 250
- Ardaric, fl. ca. 454
- Gunderit
- Trapstila, fl. 488
- Trasericus, fl. 505
- Mundonus
- Gelemund, fl. ca. 549
- Thurisind, fl. 552
- Cunimund, fl. 560-tallet